# 4427 Burnashev
4427 Burnashev este un asteroid din centura principală, descoperit pe 30 august 1971, de Tamara Smirnova.